# 22542 Pendri
22542 Pendri este un asteroid din centura principală de asteroizi.

## Descriere
22542 Pendri este un asteroid din centura principală de asteroizi. A fost descoperit pe 20 martie 1998 la Socorro, New Mexico, în cadrul proiectului LINEAR. Asteroidul prezintă o orbită caracterizată de o semiaxă mare de 2,26 ua, o excentricitate de 0,13 și o înclinație de 6,2° în raport cu ecliptica.